# 矢作バイパス
矢作バイパス（やはぎバイパス）は、岩手県陸前高田市を通る国道343号のバイパス道路。

## 区間
- 起点：陸前高田市矢作町字越戸内
- 終点：陸前高田市矢作町字湯漬畑

## 特徴
矢作町地区における急カーブ・直角コーナー・幅員狭小箇所解消のために整備された片側1車線のバイパス。東日本旅客鉄道（JR東日本）大船渡線を挟んで旧道より北側に建設された。
内陸部（盛岡・奥州）へのメインルートなので交通量は多い。